# Túnel de Foum Zabel
El Túnel de Foum Zabel es un túnel para vehículos en el país africano de Marruecos.
Se excavó por parte de la Legión Extranjera, de ahí su apodo de Túnel de los legionarios, desde julio de 1927 hasta 1928.

## Historia
Francia comenzó la conquista de Marruecos en los años 1900. La resistencia a la colonización continúo en el norte del país, siendo un foco de alivio el Rif: allí se produjo la guerra del Rif (1921-1926).
Para permitir el movimiento rápido de las tropas francesas, el personal decidió construir una carretera de 150 km a través de las montañas, denominada "carretera Ziz" entre Midelt y Erfoud, tomando como base las gargantas del Ziz.
La obra fue confiada a la compagnie de sapeurs-pionniers del 3.er Regimiento extranjero de Infantería.
La garganta estaba bloqueada por un enorme granito rojo, el Foum Zabel. Se decidió entonces la construcción de un túnel. Las obras en el sitio comenzaron a partir del 24 de junio de 1927. Los Legionarios no tenían máquinas, pero si explosivos, el trabajo progresa con relativa rapidez y un túnel de 62 m se perforó el 4 de marzo de 1928.
Un legionario murió durante la excavación.
El túnel tenía 62 metros de largo, 3 m de altura y 8 m de ancho en su terminación. Su altura se incrementó en 1950-1960.